# 대서양 노예 무역
대서양 노예 무역(Atlantic slave trade) 또는 대서양 횡단 노예 무역(transatlantic slave trade)에는 노예가 된 아프리카 사람들을 노예 상인이 아메리카 대륙으로 운송하던 노예 무역이다. 유럽의 노예선은 정기적으로 삼각 무역로와 중간 항로를 이용했다. 유럽인들은 15세기에 해안 노예 무역을 시작했고, 아메리카 대륙과의 무역은 16세기에 시작되어 19세기까지 지속되었다. 대서양 횡단 노예 무역으로 수송된 사람들의 대다수는 중앙아프리카와 서아프리카 출신이었으며 서아프리카 노예 무역상에 의해 유럽 노예 무역상에게 팔렸고, 다른 사람들은 해안 습격에서 노예 무역상에 의해 직접 포로로 잡혔다. 유럽의 노예 상인들은 노예들을 모아 아프리카 해안의 요새에 가두어 아메리카 대륙으로 데려왔다. 일부 포르투갈인과 유럽인은 노예 습격에 참여했다. 리버풀 국립 박물관은 다음과 같이 설명한다. "유럽 상인들은 해안을 따라 습격하여 일부 아프리카인을 포획했지만 대부분은 현지 아프리카 또는 아프리카-유럽 상인에게서 구입했다." 많은 유럽 노예 상인들은 일반적으로 노예 습격에 참여하지 않았다. 왜냐하면 사하라 이남 아프리카에 있는 유럽인의 기대 수명은 아프리카 대륙에 풍토병이었던 말라리아 때문에 노예 무역 기간 동안 1년 미만이었기 때문이다. PBS의 한 기사는 다음과 같이 설명한다. "말라리아, 이질, 황열병 및 기타 질병으로 인해 서아프리카 해안을 따라 거주하고 무역을 하는 소수의 유럽인들이 만성적인 건강 악화 상태에 빠졌고 아프리카는 '백인의 무덤'이라는 이름을 갖게 되었다. 이런 환경에서는 유럽 상인들이 주도권을 잡을 수 있는 위치에 있는 경우가 거의 없었다." 이 문구의 가장 초기 알려진 사용은 1830년대에 시작되었으며, 가장 초기의 서면 증거는 F. H. 랜킨이 1836년에 출판한 책에서 발견되었다. 포르투갈 해안 침입자들은 노예 습격에 비용이 너무 많이 들고 종종 비효율적이라는 사실을 발견하고 확립된 상업 관계를 선택했다.
식민지 시대의 남대서양과 카리브해 경제는 특히 사탕수수와 기타 상품 생산을 위해 노예 노동에 의존했다. 이는 해외 제국을 건설하기 위해 서로 경쟁하던 서유럽 국가들에게 중요한 것으로 간주되었다. 16세기 포르투갈인들은 최초로 대서양을 건너 노예를 수송했다. 1526년에 그들은 브라질로 향하는 최초의 대서양 횡단 노예 항해를 마쳤고, 다른 유럽인들도 곧 뒤를 따랐다. 선주들은 노예를 가능한 한 빠르고 저렴하게 아메리카 대륙으로 운송하여 커피, 담배, 코코아, 설탕, 면화 플랜테이션, 금은 광산, 논, 건설 산업, 선박용 목재 절단 산업을 숙련된 노동, 가사 하인으로 팔아야 할 대상으로 여겼다. 영국 식민지로 보내진 최초의 아프리카 노예들은 계약 하인으로 분류되었으며, 법적 지위는 영국과 아일랜드에서 온 계약직 근로자와 유사했다. 그러나 17세기 중반까지 노예 제도는 인종적 계급으로 굳어졌고, 노예 어머니에게서 태어난 아이들도 노예였기 때문에 아프리카 노예와 그들의 미래 자손은 법적으로 소유자의 재산이 되었다. 재산으로서 사람들은 상품 또는 노동 단위로 간주되었으며 다른 상품 및 서비스와 함께 시장에서 판매되었다.
대서양의 주요 노예 무역 국가는 무역량 순으로 포르투갈, 영국, 스페인, 프랑스, 네덜란드, 미국, 덴마크였다. 몇몇은 아프리카 해안에 전초 기지를 세웠고 그곳에서 현지 아프리카 지도자들로부터 노예를 구입했다. 이 노예들은 노예를 신세계로 신속하게 운송하기 위해 해안이나 근처에 설립된 회사에 의해 관리되었다. 노예들은 선적을 기다리는 동안 공장에 투옥되었다. 현재 추정치는 약 1,200만~1,280만 명의 아프리카인이 400년에 걸쳐 대서양을 건너 이주한 것으로 추정된다. 항해 중에 120만에서 240만 명이 사망하고 신세계에 도착한 후 카리브해의 조미료 캠프에서 수백만 명이 더 사망하는 등 이 항로의 사망률이 높았기 때문에 상인이 구매한 숫자는 훨씬 더 많았다. 수백만 명의 사람들이 노예 습격, 전쟁, 유럽 노예 상인에게 판매하기 위해 해안으로 운송되는 동안 사망했다. 19세기 초에 여러 정부가 무역을 금지하는 조치를 취했지만 불법 밀수는 여전히 발생했다. 일반적으로 대서양 횡단 노예 무역은 1867년에 끝났다고 생각했지만 나중에 1873년까지의 항해에 대한 증거가 발견되었다. 21세기 초에는 여러 정부가 대서양 횡단 노예 무역에 대해 사과했다.

## 같이 보기
- 대서양사
- 에드워드 콜스턴
- 해상강도
- 미국의 노예 제도
- 노예제 및 대서양 노예 무역 희생자 국제 추모의 날